# San Vito Chietino
San Vito Chietino – miejscowość i gmina we Włoszech, w regionie Abruzja, w prowincji Chieti.
Według danych na rok 2004 gminę zamieszkiwało 4901 osób, 306,3 os./km².